# موشچنگتسا (شهرستان گورلیتسه)
موشچنگتسا (به لاتین: Moszczenica) یک روستا در لهستان است که در گمینا موشچنگتسا (استان لهستان کوچک‌تر) واقع شده‌است. موشچنگتسا ۴٬۷۰۶ نفر جمعیت دارد.